# Pedro Solbes
Pedro Solbes Mira (Pinoso, 31 augustus 1942 – Madrid, 18 maart 2023) was een Spaans politicus.
Solbes studeerde Europese Economie aan de Vrije Universiteit Brussel en rechten aan de Complutense Universiteit van Madrid. Hij promoveerde eveneens in Madrid in de politicologie.
Hij werkte voor het ministerie van Buitenlandse Zaken en speelde een belangrijke rol in de toelating van Spanje tot de Europese Gemeenschap (voorloper EU) in 1985. In 1985 werd hij benoemd tot staatssecretaris voor Europese Zaken. Ook was Solbes minister van Landbouw, Voedsel en Visserij van 1991 – 1993 en minister van Economische en Financiële Zaken van 1993 tot 1999.
Van 15 september 1999 tot 19 april 2004 was hij Europees commissaris voor Economie en Monetaire Zaken.
In 2004 nam Solbes zitting in de ministerraad onder Zapatero tijdens legislatuur VIII en legislatuur IX, en vervulde de posten van tweede vicepremier, (later in die hoedanigheid ook belast met territoriale relaties), en van minister van Financiën en Economie. Op 7 april 2009 verliet Solbes de regering Zapatero. Elena Salgado volgde hem op als minister van Economische Zaken.
Sinds begin april 2011 zit Solbes in de raad van bestuur van het Italiaanse energiebedrijf Enel, eigenaar van het Spaanse elektriciteitsbedrijf Endesa. Twee maanden later kondigt de Britse bank Barclays aan dat Solbes ook daar zitting zal nemen in de raad van bestuur.
Pedro Solbes is 18 maart 2023 overleden aan kanker
- Bibsys: 3019247
- Biblioteca Nacional de España: XX882322
- Catàleg d'autoritats de noms i títols de Catalunya: 981058529150506706
- CiNii: DA13367981
- Gemeinsame Normdatei: 17039090X
- International Standard Name Identifier: 0000 0000 5950 4028
- Library of Congress Control Number: n80049218
- Nederlandse Thesaurus van Auteursnamen: 169255085
- Parlement.com: vgg61g6cebs7
- Système universitaire de documentation: 075133172
- Virtual International Authority File: 62841520
- WorldCat: E39PBJvRVgjxvQpJT7qcPmHwG3